# 两水苗族乡
两水苗族乡是中华人民共和国广西壮族自治区桂林市资源县下辖的一个民族乡。

## 行政区划
两水苗族乡下辖以下村级行政区划单位：
凤水村、社水村、和坪村、烟竹村、白石村和塘洞村。